# Patrick Volto
Patrick Volto est un comédien et metteur en scène français né le 28 juillet 1967 à Bordeaux.

## Biographie
Le plaisir de jouer s'est révélé à Patrick Volto en 1997, dans l'atelier théâtre « théâtre de la minute onze ». L'année suivante, il est admis au conservatoire de Mérignac dirigé par Gérard David. Il suit ses cours durant 3 ans tout en jouant en parallèle dans différentes troupes.
Au conservatoire, avec 4 autres élèves, il crée la troupe, « Chronic'théâtre ».
En 2000, il part Paris en 2001. Il en profite pour s'enrichir d'expériences de tournages, suit des cours au « studio théâtre Alain de bock ».
En 2003, la toute jeune troupe « noir, lumière » lui propose plusieurs projets et il retourne à Bordeaux. Il joue et tourne régulièrement. En 2004, l'envie de découvrir un autre théâtre le pousse à passer une audition au théâtre des Salinières et Frédéric Bouchet qui l'accueille dans sa troupe. En 2006, sur un tournage, il rencontre l'auteur Pascal Coureau qui lui propose plusieurs projets et notamment de mettre en scène une de ses pièces Entropios et de tourner dans son long métrage Pour l'honneur.
En 2007, lors d'un casting, il croise la route de Daniel Baroca et Guillaume Cazenave et c'est le début d'une fructueuse collaboration et une nouvelle "ère" dans son parcours artistique. En effet, le premier projet réalisé ensemble San Parano se fait dans le cadre des "Kino sessions", occasion pour lui de rencontrer de jeunes et talentueux réalisateurs. Parmi eux, David Remazeille cette même année et Frederick Diot en 2008, Paul Jaeger, le duo Kilian Querré / Yacine Saadi et Vincent Hourquet en 2009. De ces riches rencontres vont s'établir des liens artistiques et une envie commune de travailler ensemble. Les collaborations communes dépassent rapidement le cadre des "kino sessions" notamment avec le magnifique Little Great Moments en 2007, le docu / fiction The toast en 2009 ainsi que le dernier pirate en 2010. Une autre étape très importante se franchit doucement : de plus en plus de réalisateurs font appel directement à lui et/ou pensent à lui dès l'écriture de leurs scénarios.
2009 est un retour au théâtre dans Te quiero de Bruno Gallisa. Il obtient aussi 2 rôles très marquants dans le registre de la comédie avec The Toast de Frederick Diot et Emmaunelle Roger et Madame Gentil de Julien Rives. Dans un registre différent, Ludovic Lescieux lui offre un rôle très ambigüe dans son premier long métrage Escorte.
En 2010 il met en scène 35 kilos d'espoir, d'Anna Gavalda qui sera joué notamment à Tokyo au Japon.

## Théâtre

### Comédien
- Te quiero de Bruno Gallisa (Pierre)
- Entretiens d’embauche de Pascal Coureau (Patron / Employé)
- La Dame de chez Maxim de Georges Feydeau (Guérissac)
- La Toile d'araignée Agatha Christie (Olivier Costello)
- La Puce à l'oreille Georges Feydeau (Étienne)
- Voix dans le noir de Déborah Huygh (Hervé)
- Coup de théâtre de Christian Grenier (Germain)
- Jacques ou la soumission de Eugène Ionesco (Jacques Père)
- L'Orchestre de Jean Anouilh (Le pianiste)
- L'Homme poubelle de Matei Vişniec (Le coureur + différents personnages)
- Petites comédies rurales de Roland Fichet (Différents personnages)
- Choisir la vie de Xavier Pommereau (Le père)
- Ce soir on improvise Luigi Pirandello (Pomaret)
- Bal trap de Xavier Durringer (Muso)
- Ubu roi d’Alfred Jarry (Venseslas, un noble, S. Lewinsky…)
- La Mastication des morts de Patrick Kermann(Différents personnages)
- Les Femmes savantes de Molière(Chrysale)
- Monsieur Monde de Jean-Michel Ribes (Monologue)
- Le Fils de Christian Rullier (Différents personnages)
- Le Renard du nord de Noëlle Renaude (Monsieur Khune)
- Chroniques de Xavier Durringer (Gaspard)
- Les Diablogues de Roland Dubillard (Un, deux)

### Metteur en scène
- 35 kilos d'espoir d'Anna Gavalda
- Entropios de Pascal Coureau (création au Liburnia de Libourne)

## Filmographie

### Courts et longs-métrages
2011
* Top Cops 3 de Killian Querré/Yacine Saadi
2010
- Le dernier Pirate de Brice Perrochon/Paul Jaeger/Yacine Saadi
- Top Cops 2 de Killian Querré/Yacine Saadi
- KlaButu Desh de vincent Hourquet
- Sans Issue de B del Saaz
- Famille d'accueil de Bertrand Arthuys -
- O temps suspends ton vol de Laurent Basse-Cathalinat
- La grande roue de pripiat de Frederick Diot

2009
- Escorte Ludovic Lescieux
- Spot sur la prévention du Suicide de Killian Querré/Yacine Saadi
- Les Squatteurs (pilote d'une série) de Thomas Allamand
- Erreur au paradis de Vincent Hourquet
- The Toast de Emmanuelle Roger / Frederick Diot
- Madame Gentil de Julien Rives
- La Poignée de dollars de Paul Jaeger

2008
- Assigned (pilote d'une série en anglais) Peter Chalaris
- Le Vademecum du manager (pilote d’une série) Julien Rives
- 140x200 S. Bérard / A.Rodriguez
- The Green Man David Remazeilles
- Love is a long hard way baby Frederick Diot
- L'Affaire Nolibé (Affaires classées) Eric Duret
- Pour l'honneur Pascal Coureau

2007
- 10:10 David Remazeilles
- Un ami de Giacometti Elisabeth Montlahuc
- Little Great Moments Guillaume Cazenave/Daniel Baroca
- Entretiens d’Embauche Pascal Coureau/Jean Pecci
- San Parano Daniel Baroca/Guillaume Cazenave
- Retour à Kinshasa Clément Zély
- Les Raisins de l'amertume Pascal Coureau

2006
- La Lettre Pascal Coureau/Laurent Carton

2004
- Syndrome d’imposture (Fabien Cosma no 10) Bruno Gautillon
- Les Vagues Frédéric Carpentier

2003
- Jamais autre Cédric Mouilleron
- Chris Mick Strooband

2002
- La vie est un jeu Livia Abraham
- Je ne suis pas homo je suis hétéro Synthia Paulin

2001
- Cristal : le messie du 3e millénaire Marie-Anne Lecomte
- La Rencontre Jeremy Grayagat
- Looking for a cat Karine Aulnette
- Ordalie : Purification par les éléments naturels Vanessa Chauvin
- La Logique des choses Jean-Noël Lavantes

## Voix off
- Pièce audio : Les Derniers Jours d'un condamné V. Hugo (l'huissier)
- Reportage : Les Fruits de la passion Christian Mouchaux

## Happening
2010
- Soirée Kino session “La classe américaine / le détail qui tue”

## Divers
2010
- Participation à l'exposition photo collective : "Un artiste, une œuvre"
- Participation à l'œuvre collective "Vert Carbonne"